# James Essex
James Essex (agosto de 1722 - 14 de septiembre de 1784) fue un constructor y arquitecto británico que trabajó principalmente en Cambridge, donde nació. Diseñó partes de algunos colegios de la Universidad de Cambridge, y llevó a cabo importantes restauraciones de las catedrales de Ely y de Lincoln. Era un admirador de la arquitectura gótica y reunió materiales para escribir una historia de este estilo, aunque el libro permaneció inédito.

## Formación y primeros trabajos
Essex nació en Cambridge en 1722. Era hijo de un constructor del mismo nombre que había instalado las ventanas de guillotina y el friso en el Casa del Senado (1724-1725), bajo la dirección de James Gibbs, y había trabajado en la sala del Queens' College (Cambridge) (1732-1734). Se educó en la grammar school del King's College de Cambridge, y posteriormente completó su formación con el arquitecto James Burrough. Cuando su padre murió en febrero de 1749, Essex se hizo cargo de su negocio, y en septiembre de 1749 construyó el puente matemático en el Queens' College.

### Colegios de Cambridge

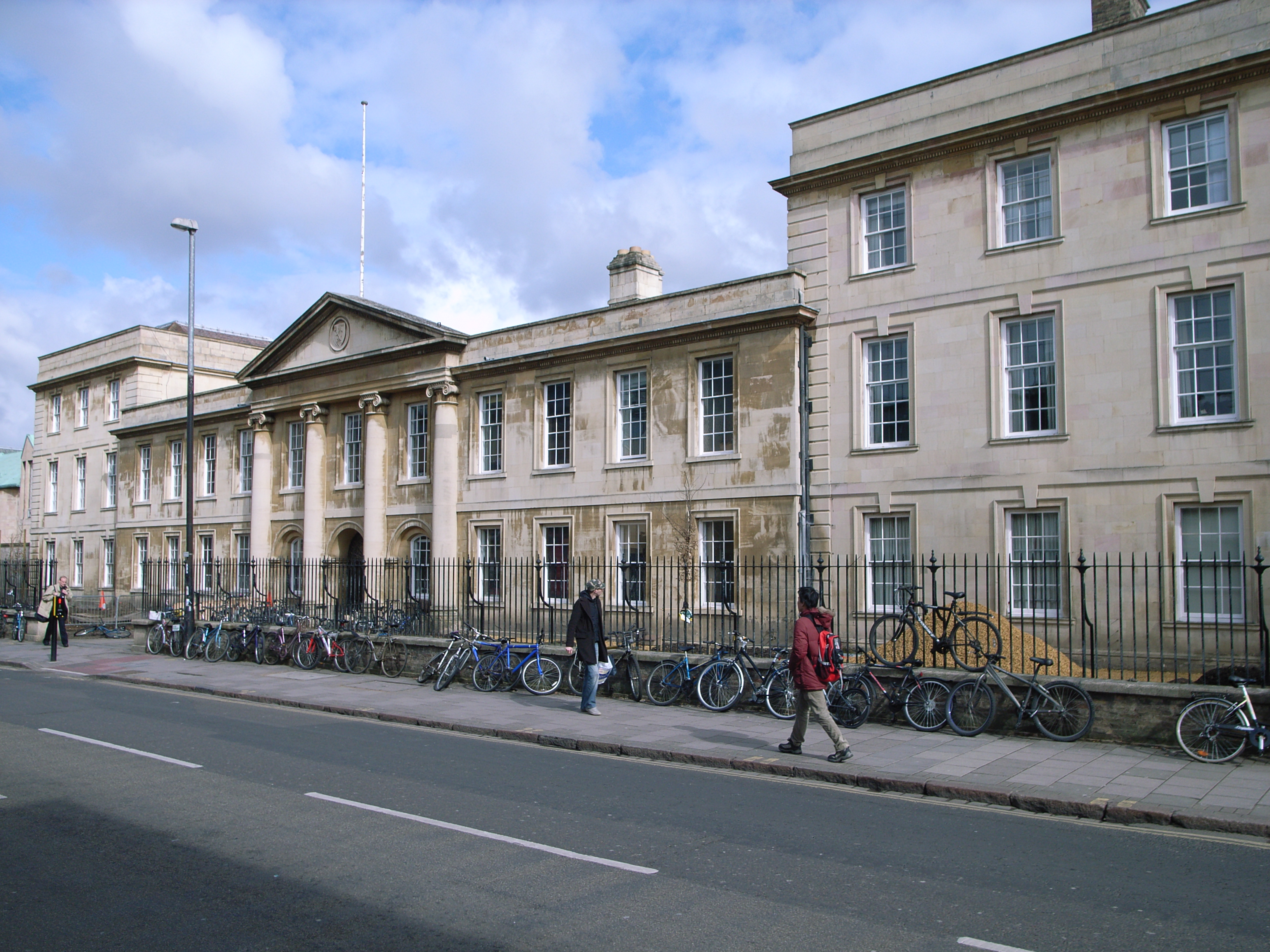
Fachada hacia la calle del Emmanuel College (1769), diseño de Essex

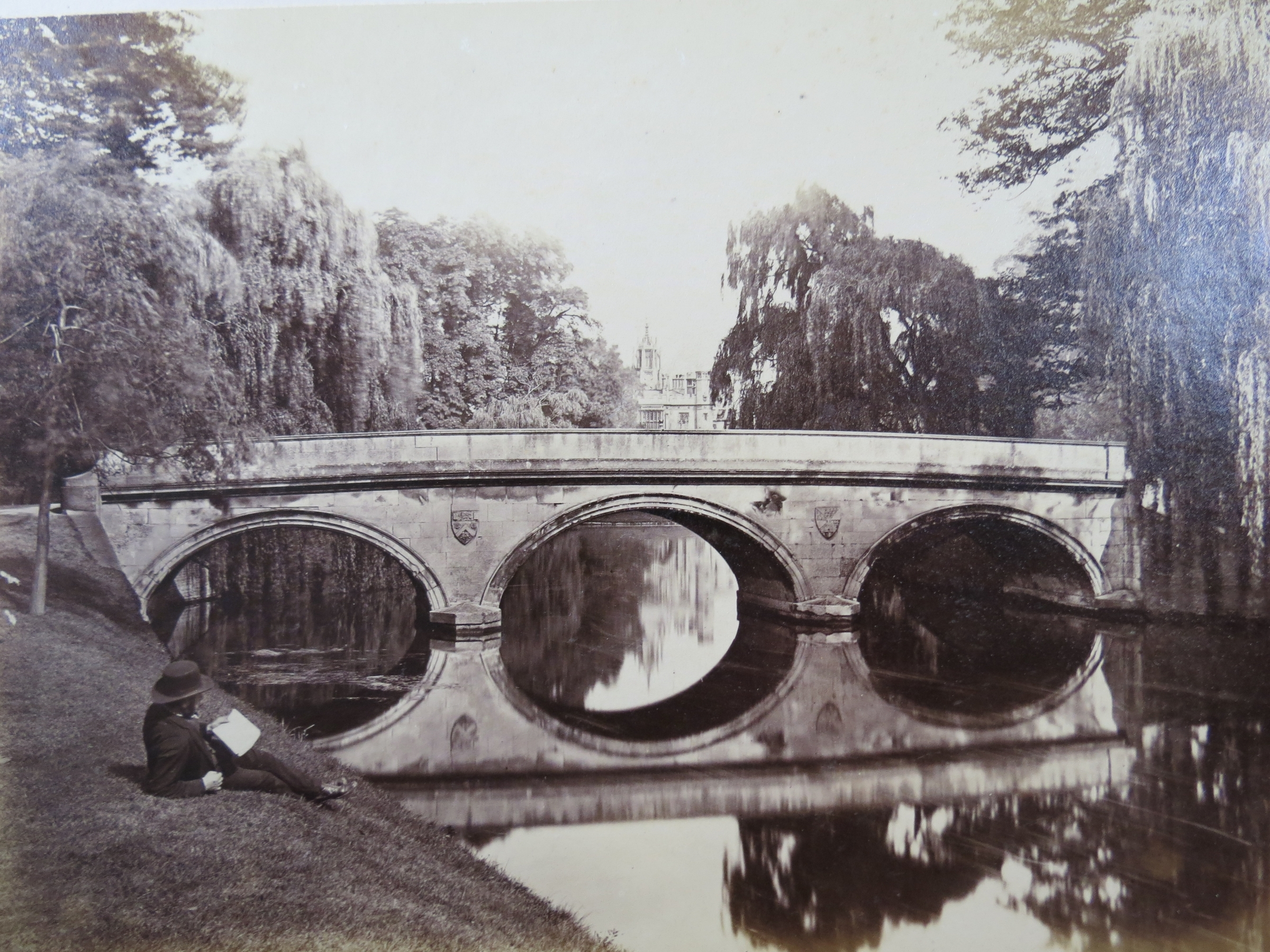
Puente del Trinity College, proyectado y construido por James Essex

Durante los siguientes 25 años estuvo ocupado trabajando para las universidades de Cambridge. En 1757 diseñó y construyó el edificio Ramsden en el St Catharine's College con un diseño que coincidía con el de los elementos de la universidad de finales del siglo XVII; y en 1758 reparó y modificó el  Nevile's Court en el Trinity College. En 1760 diseñó y construyó el nuevo pabellón del sector oeste del Queens' College, un edificio de ladrillo blanco descrito por Nikolaus Pevsner como "impecable en su tipo pero algo aburrido". Sus planes de ampliar la nueva estructura hacia el norte para sustituir los edificios existentes del siglo XV, nunca se llevaron a cabo. En 1764 reparó y modificó la sala de actos del Emmanuel College; y en 1766 diseñó y construyó el puente de piedra del Trinity College. En 1769, se construyeron en sillería el salón de actos del Christ's College y se completó la capilla del Clare College después de la muerte de Burrough. En 1775, reconstruyó el antiguo Gran Salón del Trinity College como la nueva "Sala Combinada" con un frente clásico con sillares hacia el Gran Patio, y diseñó y construyó el frente oeste del Emmanuel College. En 1776, diseñó e instaló el retablo de la Capilla del King's College, con el friso alrededor de las cisternas, y modificó el lado sur del primer patio del St John's College. Entre 1778 y 1782 realizó las estanterías para la biblioteca y diseñó y construyó la capilla del Sidney Sussex College.
En 1751 acondicionó la "sala de la cúpula" de la Biblioteca de la Universidad de Cambridge para guardar manuscritos. Las estanterías que diseñó para la antigua biblioteca entre 1731 y 1734 se encuentran en la actual Biblioteca Universitaria. En 1768 completó el extremo oeste de la Cámara del Senado, que Gibbs dejó sin terminar.
En 1754, reconstruyó puente Magdalene, y en 1784 diseñó y construyó la antigua Casa del Ayuntamiento de Cambridge.

### Trabajos eclesiásticos
En sus obras en Cambridge (a excepción del retablo del King's College), Essex utilizó el estilo italiano que había aprendido de Burrough, pero era un admirador del entonces despreciado estilo gótico y un arquitecto profesional pionero en las imitaciones de la arquitectura medieval inglesa.
En 1757, fue consultado por el decano y capítulo de la catedral de Ely. Durante los siguientes cinco años restauró la fachada este y reparó el techo del brazo oriental de la iglesia, junto con la carpintería de la linterna, que el abandono había llevado a un estado peligroso. Finalmente, trasladó el coro de su posición original al extremo este del presbiterio (obra no terminada hasta 1770). Las reparaciones ejecutadas entre 1757 y 1762 se llevaron a cabo de forma respetuosa, conservándose en la medida de lo posible la madera antigua; aunque Essex recomendó la destrucción del pórtico oeste, por considerarlo "ni ornamental ni útil".
En 1760 construyó la galería de doctores en la Iglesia Great St Mary (diseñada por el arquitecto Burrough), y al año siguiente aceptó un encargo importante en la catedral de Lincoln, donde se necesitaban importantes reparaciones. Además de esto, construyó un arco debajo de la torre oeste, repavimentó toda la iglesia, reparó la mampara del coro y diseñó un retablo y un trono episcopal. Aquí también intentó trasladar el coro a la misma posición que en Ely, pero sin éxito. En 1775 diseñó y levantó las cuatro agujas y las almenas de la torre central.

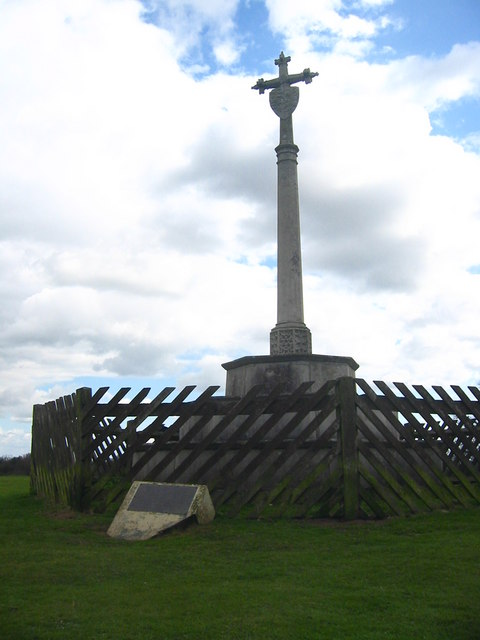
Katherine's Cross, en Ampthill

Essex también restauró la torre del Winchester College, modificó el Madingley Hall en Cambridge, y construyó el campanario de la iglesia parroquial en Debden, Essex. En Ampthill Park, Bedfordshire, construyó la cruz para conmemorar a la reina Catalina de Aragón, erigida en 1773 por el conde de Ossory. El diseño siguió un boceto de Horace Walpole.

## Asociaciones y reputación
Era amigo cercano de Michael Tyson, Thomas Kerrich, Richard Gough, James Bentham, William Cole (cuya casa en Milton (Cambridge), construyó y quien lo convirtió en su albacea), Horace Walpole y otros conocidos eruditos. Durante unos años fue arquitecto de Walpole en su villa gótica de Strawberry Hill, donde añadió la Torre Beauclerk en 1777.
Fue elegido Miembro de la Sociedad de Historiadores el 23 de enero de 1772, a través de Gough, y contribuyó con artículos a la Archæologia sobre la historia de la arquitectura. En 1756 publicó propuestas para grabar vistas, planos y secciones de la Capilla del King's College. El esquema de esta obra, con láminas dibujadas por su propia mano, se encontraba entre los manuscritos que, tras su muerte, pasaron a Thomas Kerrich, quien los legó al Museo Británico. La misma colección contenía el manuscrito y muchas de las ilustraciones de su inacabada Historia de la arquitectura gótica.
En 1748, cuando Essex tenía 26 años, se vio envuelto en una controversia con el reverendo Robert Masters, compañero e historiador del Corpus Christi College, sobre la autoría de un plan para agregar una nueva sala a la universidad. En diciembre de 1747, Masters había contratado a Essex para que dibujara un plano, que luego grabó e hizo circular como propio. Essex publicó propuestas para grabar e imprimir mediante suscripción su propio diseño y, en febrero de 1749, publicó un folleto en el que criticaba el diseño y la conducta de Masters.

## Familia
Essex se casó con Elizabeth Thurlbourne, hija de un librero de Cambridge. Tuvieron dos hijos: James, que murió en la infancia en 1757, y Millicent, que se casó el 10 de mayo de 1785 con el reverendo John Hammond, en algún momento miembro del Queens' College. Murió en enero de 1787.

## Muerte
Essex murió en Cambridge de un derrame cerebral que le provocó una apoplejía el 14 de septiembre de 1784, a los sesenta y tres años. Fue enterrado en el cementerio de St Botolph de Cambridge, en el lado sur de la iglesia, donde una tumba también conmemora a sus padres, a su esposa y a sus hijos. Además, Essex y sus hijos son recordados por una placa en el pasillo norte.

## Escritos publicados
Essex reconoció los siguientes trabajos:
- "Propuestas para grabar e imprimir un plano de una futura ampliación del Corpus Christi College, Cambridge", 20 de septiembre de 1748.
- "Considerando que el Sr. Masters...", 4 de octubre de 1748. – Un anuncio.
- "Carta del Sr. James Essex a sus suscriptores del plan", 20 de febrero de 1748-179.
- "Propuestas para grabar vistas, planos y secciones de la capilla del King's College", 1 de octubre de 1756 (Gough, Brit. Top. i. 237).
- "Carta al Dr. Ducarel, que contiene observaciones sobre la Catedral de Canterbury", 1 de febrero de 1768 (Nichols, Bibliographia Topographica Britannia i. 470).
- "Plano de la Iglesia Catedral original de Ely, con una descripción de las diversas modificaciones y adiciones" (Bentham, Ely, 1812, adiciones, págs. 1–8).
- "Relato de la antigua iglesia conventual de Ely" (Bentham, Ely, 1812, adendas, págs. 9, 10).
- "Observaciones sobre la antigüedad y los diferentes modos de construcción de ladrillo y piedra en Inglaterra" (Archæologia, iv. 73).
- "Observaciones sobre la Catedral de Lincoln" ("Archæologia" iv. 149).
- "Observaciones sobre el origen y la antigüedad de las iglesias redondas, y de la Iglesia Redonda de Cambridge en particular" (Archæologia vi. 163).
- "Observaciones sobre la abadía y el puente de Croyland" (Nichols, Bibliographia Topographica Britannia No. xxii.)
- "Descripción y plano del antiguo puente de madera de Rochester" ("Archæologia", vii. 395).
- "Descripción y plano de Denny Abbey, Cambs". (Lysons, Cambridgeshire, págs. 272-4).

Además de estos, su descripción de la antigua capilla del Sidney Sussex College y su "Diario de un recorrido por parte de Flandes y Francia en agosto de 1773" se imprimieron después de su muerte.